# 路易·拿破崙
拿破崙六世（法語：Napoleon VI，1914年1月23日—1997年5月3日），全名路易·熱羅姆·維克多·埃曼努埃爾·利奧波德·馬里（法語：Louis Jérôme Victor Emmanuel Léopold Marie），是法國拿破崙家族（波拿巴皇朝）的後裔，拿破崙五世拿破崙·維克托之子，拿破崙家族的族長，法國的帝位覬覦者。
| 前任 拿破仑五世 | 拿破崙家族之主 | 继任 拿破崙七世 (或拿破崙八世) |